# Sylwia Lisewska
Sylwia Lisewska (ur. 31 maja 1986 w Suwałkach) – polska piłkarka ręczna, lewa rozgrywająca, od 2014 zawodniczka Startu Elbląg.

## Kariera sportowa
Wychowanka Hańczy Suwałki. W latach 2003–2011 zawodniczka Piotrcovii Piotrków Trybunalski, z którą zdobyła srebrny (2007) i brązowy medal (2009) mistrzostw Polski. W latach 2011–2014 występowała w AZS-ie Koszalin. W 2014 przeszła do Startu Elbląg. W sezonie 2015/2016, w którym rzuciła 169 bramek w 28 meczach, zajęła 2. miejsce w klasyfikacji najlepszych strzelczyń Superligi. W sezonie 2016/2017 zdobyła 217 goli w 32 spotkaniach i została królową strzelczyń Superligi. Będąc zawodniczką Startu Elbląg, występowała również w europejskich pucharach – w sezonach 2015/2016 i 2016/2017 rzuciła 43 bramki w Challenge Cup, zaś w sezonie 2017/2018 rzuciła 13 bramek w dwóch meczach pierwszej rudny Pucharu EHF.
W 2005 uczestniczyła w mistrzostwach świata U-20 w Czechach – w sześciu meczach wystąpiła przez ok. 17,5 minuty, zdobywając dwa gole.
W reprezentacji Polski seniorek zadebiutowała 2 marca 2007 w wygranym spotkaniu Pucharu Śląska z Białorusią (34:23), w którym zdobyła dwie bramki. W tym samym roku rozegrała kolejne mecze w kadrze, później występowała w niej w latach 2009–2010. Do gry w reprezentacji powróciła w marcu 2017 podczas turnieju towarzyskiego w Gdańsku, w którym w trzech spotkaniach rzuciła osiem goli. W grudniu 2017 uczestniczyła w mistrzostwach świata w Niemczech, podczas których wystąpiła w siedmiu meczach i zdobyła osiem bramek. Reprezentowała Polskę na mistrzostwach Europy w 2018.
W trakcie kariery doznała kilku poważnych kontuzji. Wiosną 2007 na zgrupowaniu kadry narodowej zerwała więzadła w kolanie, co wykluczyło ją z gry do stycznia 2008. Dwa miesiące później podczas meczu ligowego kontuzja odnowiła się. Po raz kolejny więzadła zerwała w grudniu 2010.

## Sukcesy
Indywidualne
- Królowa strzelczyń Superligi: 2016/2017 (217 bramek; Start Elbląg)[6]
- 2. miejsce w klasyfikacji najlepszych strzelczyń Superligi: 2015/2016 (169 bramek; Start Elbląg)[5]
- Najlepsza lewa rozgrywająca Superligi według Sportowych Faktów[13] i Polsatu Sport[14]: 2015/2016
- Najlepsza lewa rozgrywająca Superligi według „Przeglądu Sportowego”: 2016/2017[15]